# Братеш (Њамц)
Братеш (рум. Brateș) насеље је у Румунији у округу Њамц у општини Таркау. Oпштина се налази на надморској висини од 534 m.

## Становништво
Према подацима из 2002. године у насељу је живело 324 становника, од којих су сви румунске националности.